# Armegot Printz
Armegot Printz, född i Bottnaryds socken i Småland 1625, död på Läckö slott 1695, var en svensk adelsdam. Hon var dotter till guvernören för den svenska kolonin Nya Sverige i Amerika, Johan Printz, och gift med hans efterträdare, guvernören Johan Papegoja. Hon är den mest kända kvinnan i kolonins historia, och även den enda kvinna från Nya Sverige som det finns detaljerad information om. 

## Uppväxt
Armegot Printz var dotter till Johan Printz, överstelöjtnant vid Västgöta kavalleri, och tyska Elisabet Bock. Liksom sin mor och sina systrar följde hon med fadern till Tyskland under hans tjänstgöring för Gustav II Adolf under trettioåriga kriget. Fadern deltog vid slaget vid Wittstock 1636 och blev 1639 befälhavare för den erövrade staden Chemnitz. 1640 återtogs Chemnitz av kejsaren och fadern övergav staden och återvände till Stockholm utan att först informera sin överordnade, vilket gjorde att hans familj fängslades av Johan Banér. Fadern dömdes 1641 till avsked ur armén, men utnämndes 1642 till guvernör i Nya Sverige av Axel Oxenstierna. Tillsammans med sin styvmor Maria von Lindstow och sina syskon följde Armegot med fadern till Amerika, där de anlände i februari 1643.

## Nya Sverige
I Nya Sverige lät fadern av statusmässiga skäl uppföra residenset Printzhof på ön Tinicum, där hans familj fick bosätta sig i stället för på Fort Christina. Armegot och hennes systrar uppges ha klätt sig elegant i sammet och plymer och uppfattades som representanter för drottning Kristina och det svenska kungahuset i kolonin. År 1645 anlände den fattige adelsmannen Johan Papegoja till kolonin. Han hade Per Brahe den yngres tillstånd att gifta sig med Armegot, något fadern och Armegot tvingades gå med på. Papegoja själv ville gifta sig, eftersom han inte kunde leva och verka i kolonin utan en hustru. Han fick en tjänst tack vare hennes far, och paret flyttade till Fort Christina och fick fyra söner. Armegot beskrivs som dominant, stolt och viljestark och uppges helt ha behärskat Papegoja. 
Då fadern återvände till Sverige 1653 efterträddes han av Papegoja, och Armegot blev då högst i rang bland kolonins kvinnor och var kolonins första dam. När även maken återvände till Sverige efter bara ett år stannade hon kvar för att ta hand om sin fars egendomar. Även efter att guvernör Johan Risingh anlänt fortsatte hon som första dam i Fort Christina och behöll kontrollen över fortets tjänarstab. För att minska hennes inflytande tvingade Risingh henne att lämna Fort Christina och flytta till Printzhof i augusti 1654. Strax därefter inlämnade fem av kolonins ämbetsmän, däribland tre militärer, en ingenjör, en vicekommissionär och en skeppare in sin avskedsansökan för att gå i Armegots tjänst. Risingh lyckades övertala dem att ta tillbaka sina ansökningar för att förhindra andra att följa deras exempel. Han skyllde händelsen på Armegot och strax därefter skickade han en ansökan till Stockholm och bad dem att skicka honom en hustru för att minska Armegots inflytelserika position i kolonin.

## Under Nederländerna
1655 erövrades Nya Sverige av Nederländerna. Armegot, som hade låtit grannarna förvara sin egendom på Printzhof, blev plundrad av holländarna. Hon mottog ett besök av maken 1656 men vägrade att återvända med honom. Då hon började rusta upp Printzhof hindrades hon av holländarna, som ifrågasatte hennes ägorätt efter erövringen. Hon fick då den holländske guvernören i Nya Amsterdam att garantera hennes rätt till egendomen och personliga besittningsrätt till Fort Tinicum. 1662 sålde hon Printzhof till holländaren Joost de la Grange och reste sedan till Sverige via Nederländerna. I Sverige besökte hon sin familj men upprörde prästerskapet genom sin vägran att underkasta sig maken. 
Hon hade inte lyckats få ut betalningen för Printzhof i Nederländerna, och återvände 1663 till Amerika för att kräva köpesumman. Joost de la Grange var död och huset hade genom hans änkas omgifte övergått till Andrew Carr. Armegot processade sedan i flera år med Carr för att få betalningen för huset eller återfå det. Under tiden bodde hon själv på faderns andra egendom Printztorp. Printztorp hade konfiskerats av fadern från Lasse Svensson Finne med argumentet att Svensson inte skulle kunna betala för det: fadern hade i samband med detta också försökt anklaga både Svensson och hans hustru Karin för trolldom, något som uppfattades som ett rättsövergrepp. Armegot bedrev samtidigt värdshusverksamhet och sprittillverkning och fick 1672 officiellt tillstånd att tillverka sprit: hon hade då redan en destilleringsapparat. 
1675 avgjordes processen slutligen av guvernören i Nya Amsterdam och Armegot återfick Printzhof. Samma år sålde hon egendomen och 1676 återvände hon till Sverige. Armegot Printz var en av kolonins mest kända gestalter och känd för sin stridbarhet och ståndaktighet. 
Vid återkomsten till Sverige sysselsatte hon sig mest med att flytta runt bland sina barn. Hon avled på Läckö slott.